# David Hook
David Hook (nacido en Växjö, Suecia, el 7 de abril de 1999) es un jugador de baloncesto sueco que pertenece a la plantilla del MKS Dąbrowa Górnicza de la PLK polaca. Con 1,97 metros de altura juega en la posición de alero.

## Trayectoria
Hook es internacional con las categorías inferiores de la selección de baloncesto de Suecia. En la temporada 2019-20, se marcharía a Estados Unidos para jugar en el Eastern Wyoming College.
El 29 de mayo de 2020, firma por el KFUM Nassjo Basket de la Basketligan sueca para disputar la temporada 2020-21 en la que promedió 9,1 puntos, 4,5 rebotes y 2,3 asistencias por encuentro.
El 29 de julio de 2021, firma por el TAU Castelló de la LEB Oro.
El 21 de julio de 2023, firma por el Club Baloncesto Lucentum Alicante de la Liga LEB Oro.